# Monte Furchia Vecchia
Il Monte Furchia Vecchia (779,8 m s.l.m.)  è una montagna dei Monti Lepini nell'Antiappennino laziale, che si trova nel Lazio, nella provincia di Latina, a cavallo dei territori dei comuni di Bassiano e Sermoneta.